# Grammos
Grammos o Gramos (en griego: Γράμος; en arrumano: Gramosta o Gramusta; en albanés: Gramoz o Mali i Gramozit), es una sierra en el noreste de la prefectura de Ioánina y el extremo más occidental de Kastoria, en Grecia, así como en la Albania suroriental. La montaña forma parte de la cordillera del Pindo y es una de las más septentrionales. Sus picos se alzan más de 2523 m s. n. m. Debe su nombre a la comunidad arrumana de Gramos en el extremo occidental de la prefectura de Kastoria. La región está habitada principalmente por arrumanos.
Los dos ríos más largos e importantes de Albania, el Osum y Devoll se originan en las laderas septentrionales de Grammos.
El monte Grammos era una fortaleza comunista durante la guerra civil griega y el lugar donde ocurrió una batalla relevante en 1949.

## Lugares próximos
En Albania:
- Ersekë, al oeste (el asentamiento mayor alrededor de Grammos).
- Kreshovë, al oeste.
- Dardhë, al norte.

En Grecia:
- Gramos, al norte.
- Aetomilitsa, al suroeste.
- Katyli o Katili, al este.
- Vourbiani, al sur.

## Cosas que reciben su nombre por Grammos
- KS Gramozi Ersekë, club de fútbol albanés.

## Información
Los bosques dominan las zonas bajas de la montaña y contiene pinos y piceas, las regiones del valle, prados, arbustos y las zonas sin vegetación dominan las elevaciones más altas. La región alrededor de la montaña contiene pueblos y caminos forestales así como rutas de senderismo, muchas de las carreteras no conectan ambos lados de la cordillera. Dos carreteras rodean las montañas. La cumbre de la montaña queda al sureste.
La montaña fue una plaza fuerte principal durante la guerra civil griega. El gobierno democrático provisional (esto es, el gobierno comunista) tuvo su cuartel general en la vecindad. Cayó en poder del gobierno nacional sólo en 1949, llevando la guerra civil casi a su conclusión puesto que después de su caída sólo quedaron bolsas aisladas bajo control comunista. La montaña aún tiene campos de minas activos de la época de la guerra civil a pesar de décadas de retirada de minas y acceso a partes de la montaña es peligrosa.

## Panorama

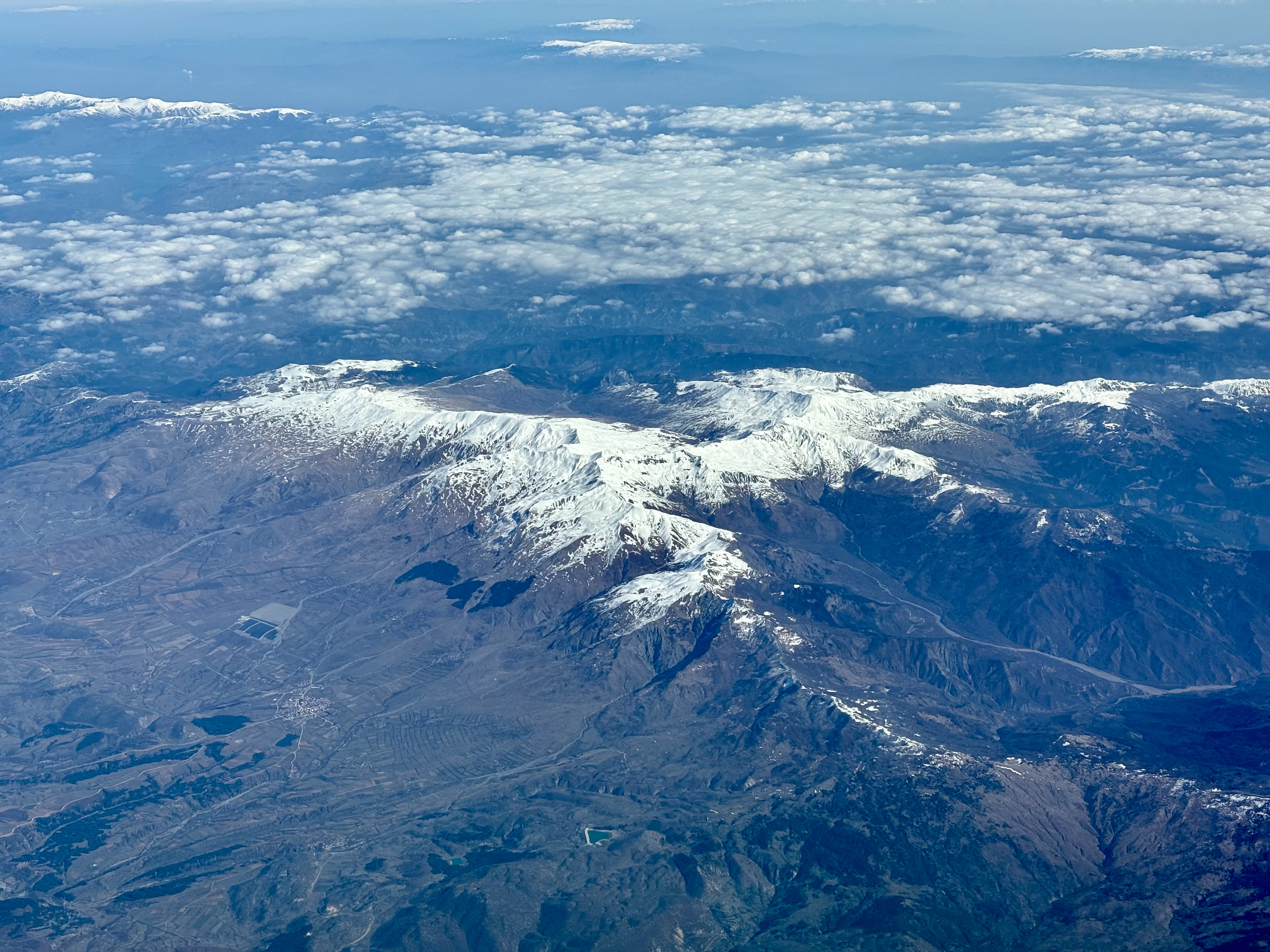
Vista aérea

Su panorama incluye las montañas del sureste de Albania, las montañas en la prefectura de Kastoria así como la mayor parte del valle y su lago, las montañas Voio y la prefectura de Ioanina nororiental así como Smolikas y partes de Tymfi.